# Хорв
Хорв (нем. Horw) — город в Швейцарии, в кантоне Люцерн.
Входит в состав избирательного округа Люцерн-Ланд (до 2012 года входил в состав управленческого округа Люцерн).
Население составляет 12 565 человек (на 31 декабря 2006 года). Официальный код — 1058.